# Scopula innocens
Scopula innocens är en fjärilsart som beskrevs av Butler 1886. Scopula innocens ingår i släktet Scopula och familjen mätare. Inga underarter finns listade.